# يوليسيس كيمارايس
يوليسيس كيمارايس هو كاتب ومحامي وسياسي برازيلي، ولد في 6 أكتوبر 1916 في Itirapina ‏ في البرازيل، وتوفي في 12 أكتوبر 1992 في انجرا دوس ريس في البرازيل. نشط حزبياً في حزب الحركة الديمقراطية ‏. في 1986 Brazilian parliamentary election ‏، انتخب عضو مجلس النواب البرازيلي ‏ عن دائرة São Paulo ‏.